# Erica De Salvador
Erica De Salvador (Pieve di Cadore, ...) è un'ex giocatrice di curling italiana.

## Carriera Sportiva

### Nazionale
Il suo esordio con la maglia azzurra è con la nazionale italiana junior femminile di curling nel challenge mondiale junior del 1999 disputato a Amburgo, in Germania, in quell'occasione l'Italia si piazzò al quarto posto totalizzando 6 partite con la nazionale junior.
Nel 1999 entra nella formazione della nazionale femminile disputando due campionati europei.
Il miglior risultato ottenuto dall'atleta è il 10º posto ai campionati europei del 1999 disputati a Chamonix in Francia.
CAMPIONATI
Nazionale junior
- Challenge mondiali junior
  - 1999 Amburgo ( Germania) 4° (14° ranking mondiale)

Nazionale assoluta
- Europei
  - 1999 Chamonix ( Francia) 10°
  - 2000 Oberstdorf ( Germania) 12°